# Баласанян, Виталий Микаелович
Виталий Микаелович Баласанян (арм. Վիտալի Միխայիլի Բալասանյան; род. 5 марта 1959, Аскеран, Нагорно-Карабахская АО) — военный, политический и общественный деятель непризнанной Нагорно-Карабахской Республики (НКР), бывший депутат Национального собрания НКР, генерал-майор, бывший секретарь Совета безопасности НКР, Герой Арцаха (2002).

## Образование
Виталий Баласанян родился в 1959 году в Аскеране. Окончил среднюю школу Аскерана, 1977-79 гг. служил в советской армии. Будущий генерал в 1990 году окончил техникум кооперативной торговли в Ереване. В 2011 году Баласанян окончил Армянский государственный экономический университет.

## Военный путь
- 1988 — возглавил один из отрядов самообороны в Аскеране, а уже в 1990 году был избран командующим Сил самообороны Аскеранского района. В 1996—1998 был командиром дивизии. В 1998—1999 году был заместителем Командующего Армии Обороны НКР, а сентября 1999 года до 2005 являлся заместителем министра Обороны непризнанной НКР. В 2000—2005 годах был ещё председателем общественной организации «Союз ветеранов Арцахской войны».
- 2000 — В.Баласаняну было присвоено воинское звание генерал-майора.
- 2002 — присвоено звание «Героя Арцаха».
- Участвовал во многих боевых операциях вне Аскеранского района (Агдамская, Горадизская и др).

## Политическая деятельность
- В 1991 году Виталий Баласанян был избран в Верховный совет первого созыва Нагорно-Карабахской Республики.
- В 2005 — избран в парламент Арцаха по списку «Дашнакцутюн-Движение 88». В 2010 году был избран в НС Арцаха по пропорциональному списку АРФ Дашнакцутюн. В 2007—2010 гг. был советником президента НКР.
- 28 апреля 2012 года выдвинул свою кандидатуру на пост президента НКР. Он получил на президентских выборах 2012 года 32,5 % голосов избирателей (22 966 человек), уступив Бако Саакяну, набравшему 66,7 % голосов[1][2][3].